# Theomachie
Theomachie (gr. Θεομαχία, Götterschlacht) bezeichnet gemeinhin den Kampf zwischen verschiedenen Göttern oder die Auflehnung gegen einen Gott. Theomachie ist meist in die Vorgänge der Theogonie eingebunden.

## Beispiel
Frühestes Beispiel ist der mesopotamische beziehungsweise babylonische Schöpfungs-Mythos Enūma eliš. In diesem Mythos besiegt der Stadtgott Babylons, Marduk, die Schöpfergöttin Tiamat. Nach dem Tode Tiamats schafft er Himmel und Erde aus Kingus Leib und die Menschen aus Lehm und dessen Blut.
Hesiod berichtet in seiner Theogonie über die Kämpfe zwischen den verschiedenen Generationen der olympischen Götter.
Theomachie ist auch die vornehme Begründung der vergöttlichten römischen Kaiser für die Christenverfolgungen.